# Pachylasma crinoidophilum
Pachylasma crinoidophilum is een zeepokkensoort uit de familie van de Pachylasmatidae. De wetenschappelijke naam van de soort is voor het eerst geldig gepubliceerd in 1911 door Pilsbry.